# کلیسای جامع سنت ساوا
کلیسای جامع سنت ساوا (به صربی: Храм светог Саве) یک کلیسای ارتدکس در بلگراد صربستان است که بزرگترین کلیسای جامع ارتدکس در ناحیه بالکان به‌شمار می‌رود و همچنین یکی از برزگترین کلیساهای جامع ارتدکس در دنیا نیز هست. این سازه به ساوا اختصاص یافته‌است. ساوا کسی بود که کلیسای ارتدکس صربستان را بنا نهاد و تأثیر مهمی بر تاریخ قرون وسطی در صربستان داشت. تمام ساخت بنا با کمک مالی مردم بوده‌است.
با اینکه نام رسمی آن کلیسای جامع است اما یک کلیسای جامع محسوب نمی‌شود زیرا محل کار اسقف اعظم شهر بلگراد کلیسای جامع سنت مایکل است نه سنت ساوا.

## نگارخانه

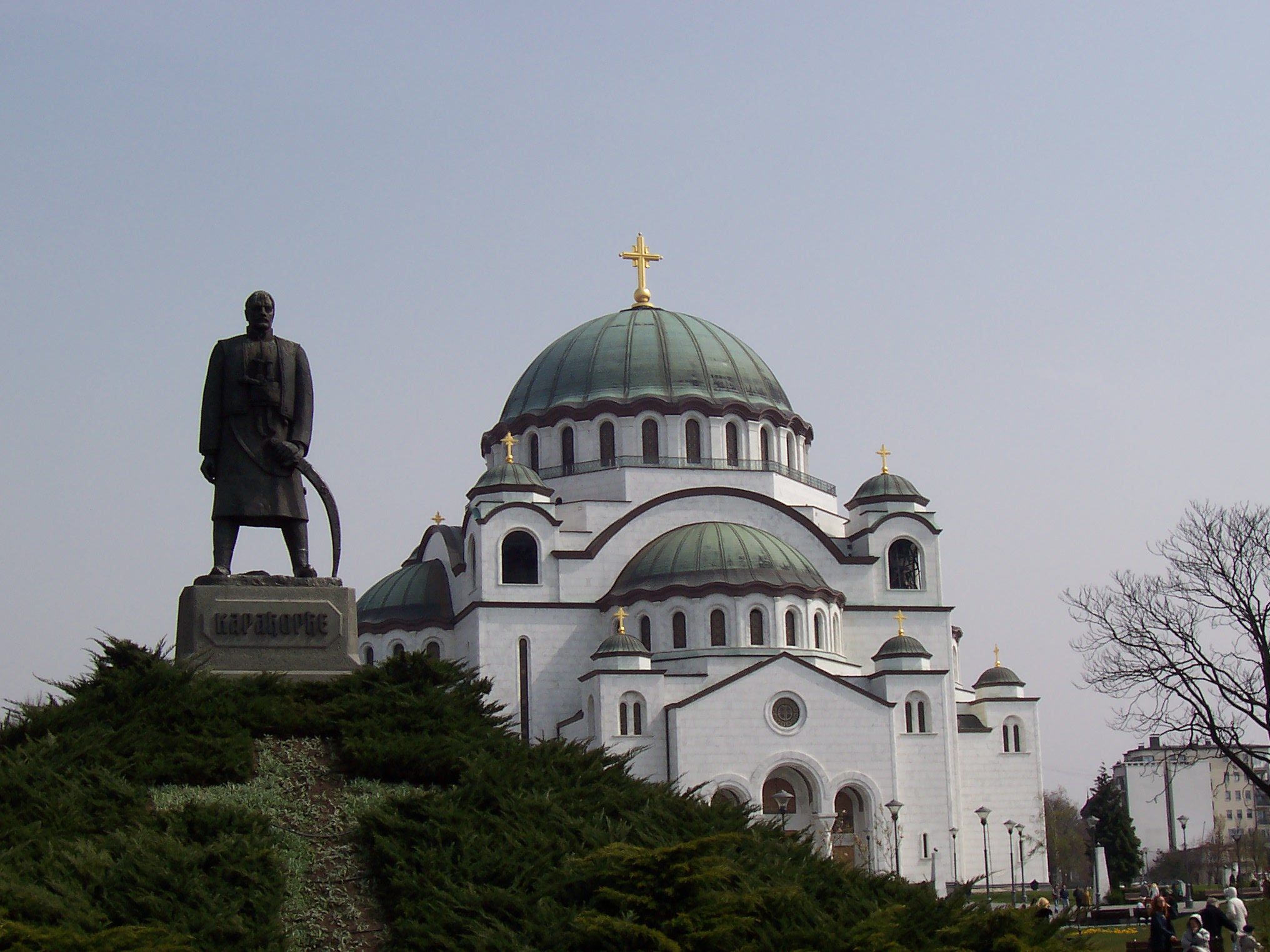
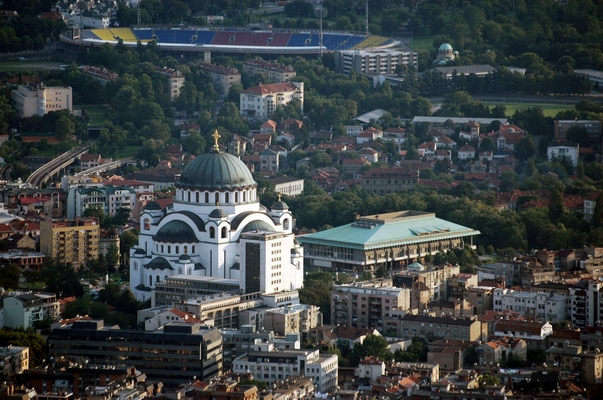
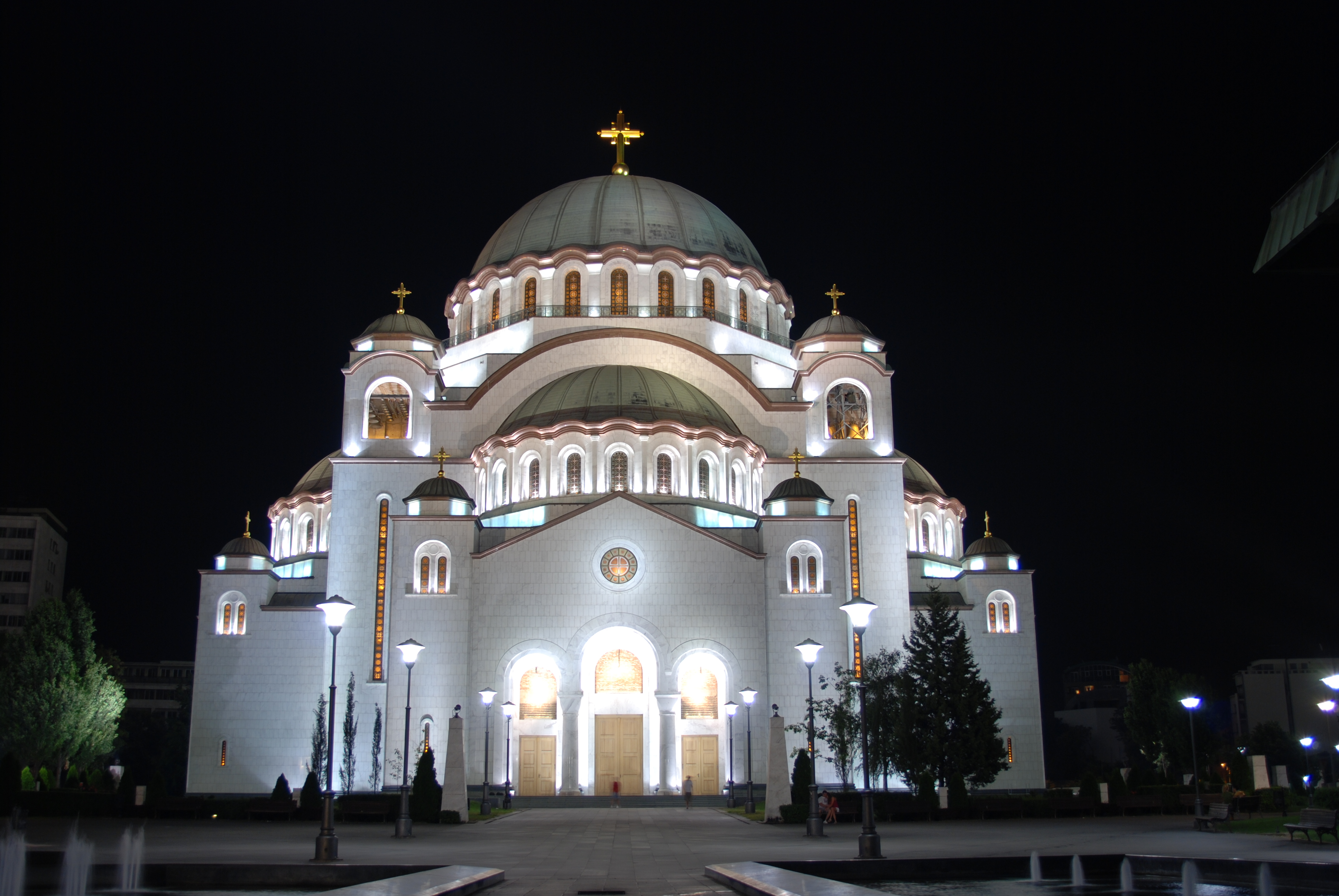
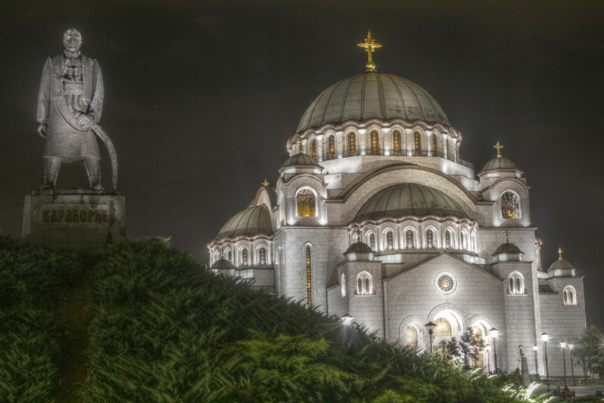
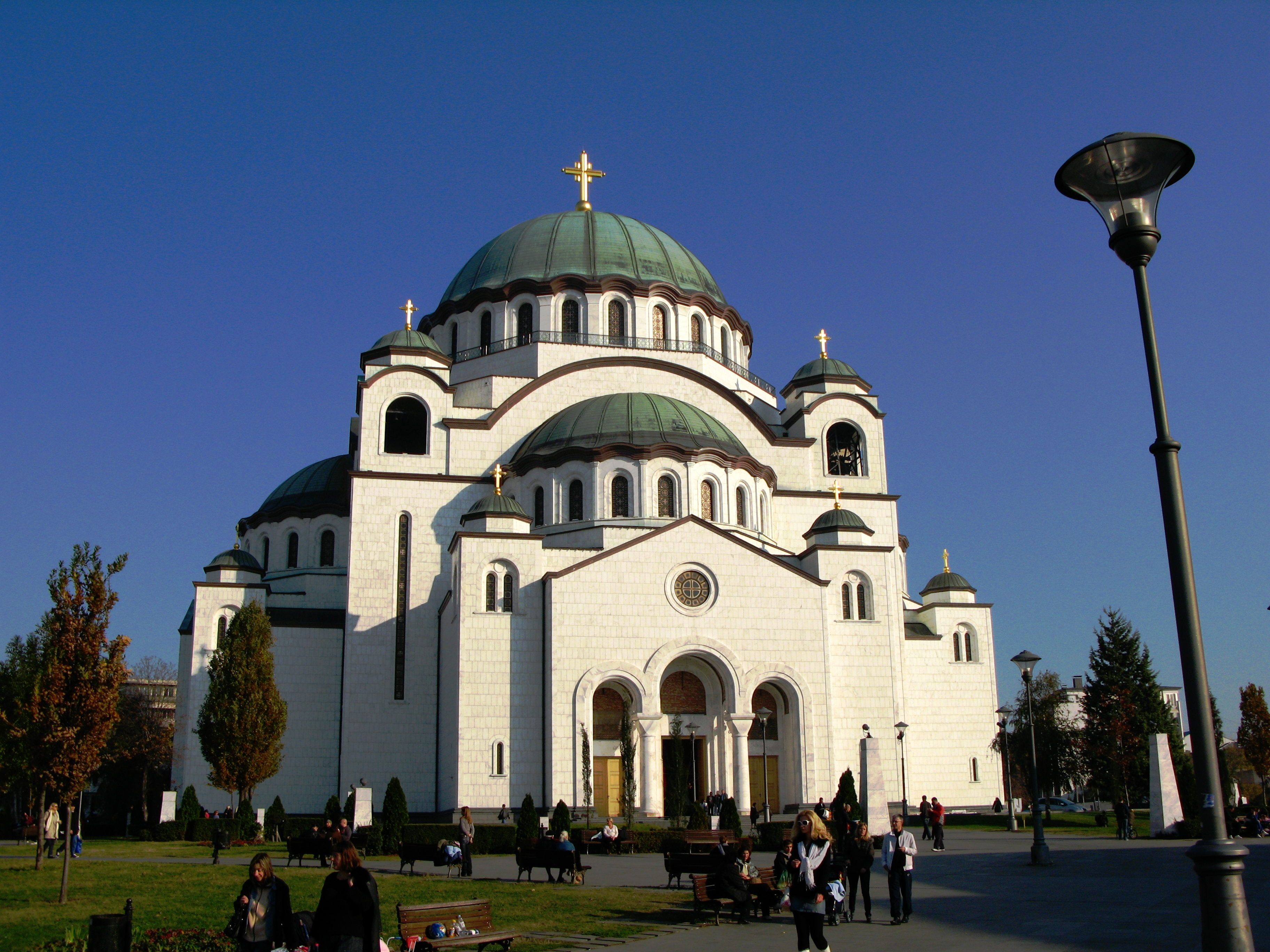
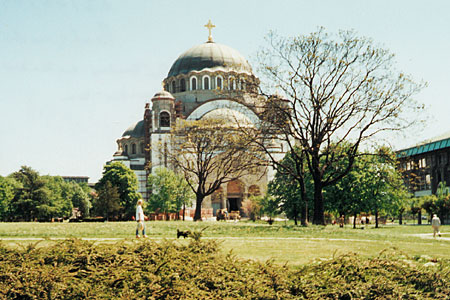
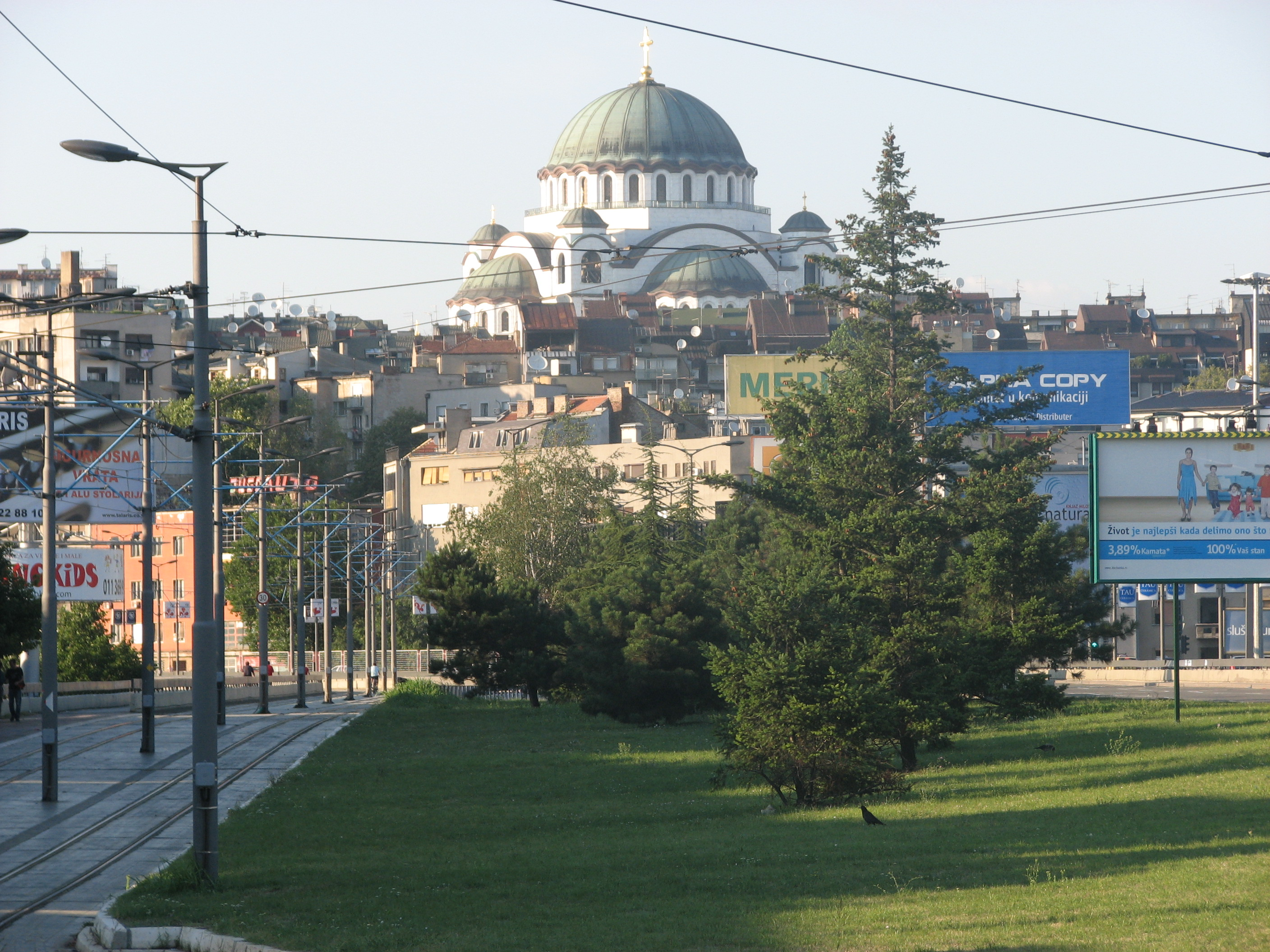
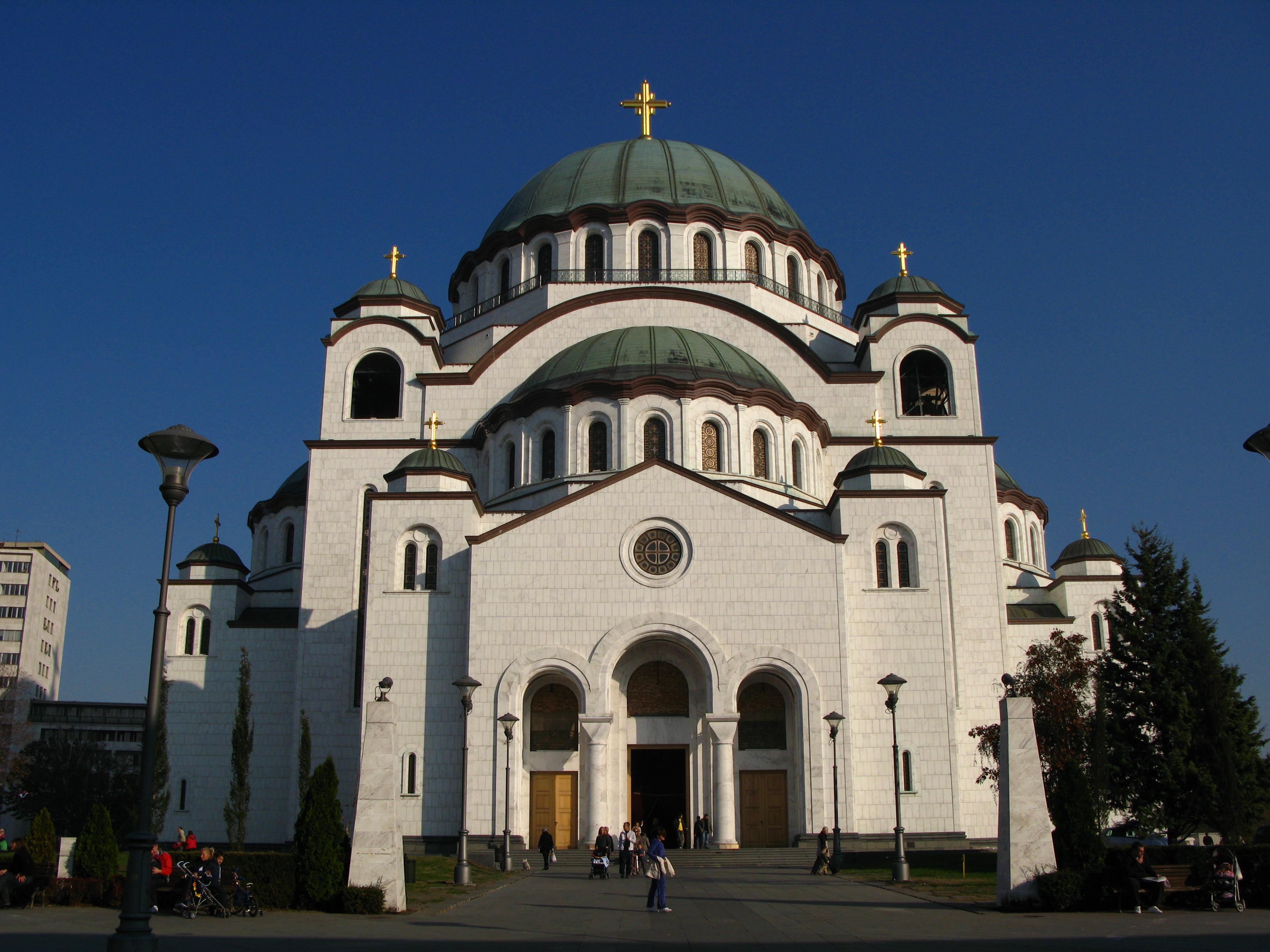